# V.H. Meyer
Victor Hans Meyer (29. april 1870 i København – 1. marts 1942 smst) var en dansk apoteker og grundlægger.
Han grundlagde i 1924 Toms sammen med kollegaen apotekeren Hans Trojel.
Firmaet hed i starten Tom – Trojel Og Meyer (s'et blev tilføjet af hensyn til placeringen i slikautomater, hvor man ikke var glade for at have 'Tom' stående). 
Firmaet bliver grundlagt på Vesterbrogade, men allerede året efter flyttede firmaet til et nyt fabriksanlæg på Prags Boulevard 47-49.
I starten fungere firmaet som grossist med salg af andre fabrikkers produkter, men fra 1925 startede de deres egen produktion.
Sortimentet er mest bolsjer, karameller og tyggegummi
Toms havde svært ved at blive anerkendt, så man måtte tage til takke med små ordre fra bager og ismejerier. For at klare sig sætter de slikautomatter op hvor man kan trække slik til 10 eller 25 øre.
Han var bror til skuespilleren Johannes Meyer.
Han er begravet på Vestre Kirkegård.